# Municipio de Springport (condado de Jackson)
El municipio de Springport (en inglés: Springport Township) es un municipio ubicado en el condado de Jackson en el estado estadounidense de Míchigan. En el año 2010 tenía una población de 2159 habitantes y una densidad poblacional de 22,92 personas por km².

## Geografía
El municipio de Springport se encuentra ubicado en las coordenadas 42°23′12″N 84°39′10″O / 42.38667, -84.65278. Según la Oficina del Censo de los Estados Unidos, el municipio tiene una superficie total de 94.2 km², de la cual 93,5 km² corresponden a tierra firme y (0,74 %) 0,7 km² es agua.

## Demografía
Según el censo de 2010, había 2159 personas residiendo en el municipio de Springport. La densidad de población era de 22,92 hab./km². De los 2159 habitantes, el municipio de Springport estaba compuesto por el 96,99 % blancos, el 0,51 % eran afroamericanos, el 0,46 % eran amerindios, el 0,14 % eran asiáticos, el 0,28 % eran de otras razas y el 1,62 % eran de una mezcla de razas. Del total de la población el 1,53 % eran hispanos o latinos de cualquier raza.